# Jens-Peter Bonde
Jens-Peter Bonde (Aabenraa, 27 marzo 1948 – Frederiksværk, 4 aprile 2021) è stato un politico danese, fondatore del Movimento di Giugno.
Fu deputato europeo dal giugno 1979 al maggio 2008, senza interruzione, caso unico nel Parlamento europeo. Il 9 maggio 2008 diede le dimissioni per dedicarsi di più al movimento EUDemocrats da lui creato.

## Biografia
Dopo aver preso il diploma all'Aabenraa Statsskole studiò scienze sociali all'Università di Aarhus.
Nel 1972 iniziò a scrivere sulla rivista danese NOTAT. Lo stesso anno fu cofondatore del Movimento contro la CEE.
Cofondatore del magazine danese Det ny Notat, ne fu editore dal 1979.